# میزونامی، گیفو
میزونامی در استان گیفو در کشور ژاپن واقع شده‌است که دارای جمعیت ۴۱٬۵۵۶ نفر و مساحت ۱۷۵٫۰۰ کیلومتر مربع با تراکم جمعیت ۲۳۷ نفر در کیلومترمربع است و در تاریخ ۱ آوریل ۱۹۵۴ به عنوان شهر شناخته شد.